# 퓰리처상 특집 기사 부문
퓰리처상 특집 기사 부문(Pulitzer Prize for Feature Writing)은 미국의 시상식인 퓰리처상의 14개의 저널리즘 분야 중 하나이다.
1980년부터 발표되고 있다.

## 수상 내역
- 1990년 콜로라도 스프링 가제트 텔레그래프
- 1991년 세인트 피츠버그 타임스
- 1992년 뉴욕 타임스
- 1993년 워싱턴 포스트
- 1994년 뉴욕 타임스
- 1995년 월 스트리트 저널
- 1996년 뉴욕 타임스
- 1997년 볼티모어 선
- 1998년 피츠버그 타임스
- 1999년 월 스트리트 저널
- 2000년 LA 타임스
- 2001년 오리거니안의 톰 홀맨 2세 기자 10대 소년의 성형수술 부작용[2]
- 2002년 LA 타임스
- 2003년 LA 타임스: 미국으로 이민간 어머니를 찾아 나선 온두라스 소년의 힘든 여정을 다룬 기사
- 2004년 수상자 없음
- 2005년 시카고 트리뷴
- 2006년 록키마운틴뉴스
- 2007년 뉴욕 타임스
- 2008년 워싱턴 포스트
- 2009년 피츠버그 타임스
- 2010년 워싱턴 포스트
- 2011년 Amy Ellis Nutt of The Star-Ledger, Newark, NJ
- 2012년 시애틀 위클리
- 2013년 뉴욕 타임스
- 2014년 수상자 없음